# Sestra flexata
Sestra flexata là một loài bướm đêm trong họ Geometridae.